# Niccolò Alunno
Niccolò Alunno ou Niccolò di Liberatore et Niccolò da Foligno (Foligno, 1430 – 1502) est un peintre italien de la Renaissance appartenant à l'école ombrienne.

## Biographie

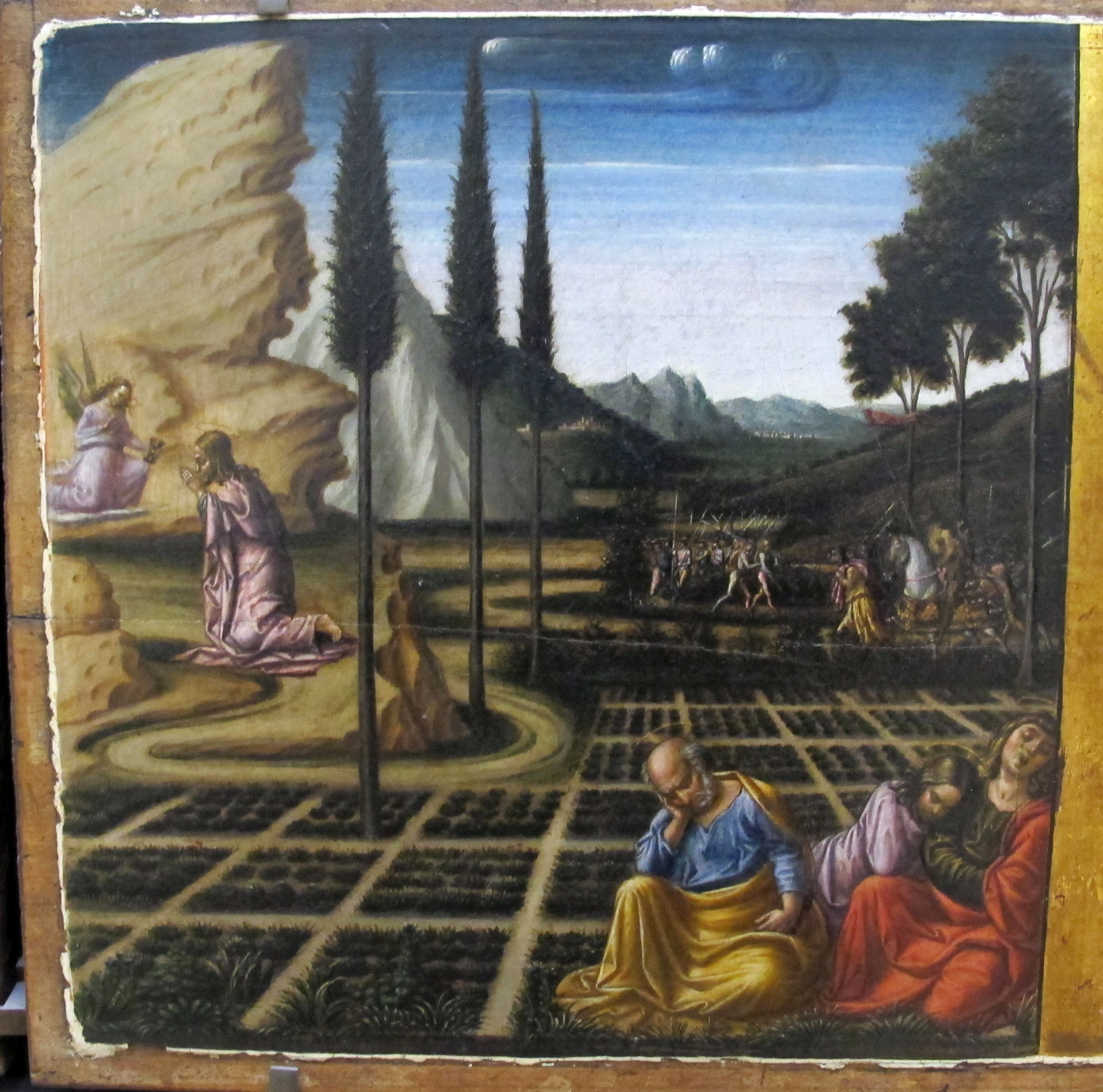
Predelle de saint Nicolas de Bari, 1492, Le Louvre, détail.

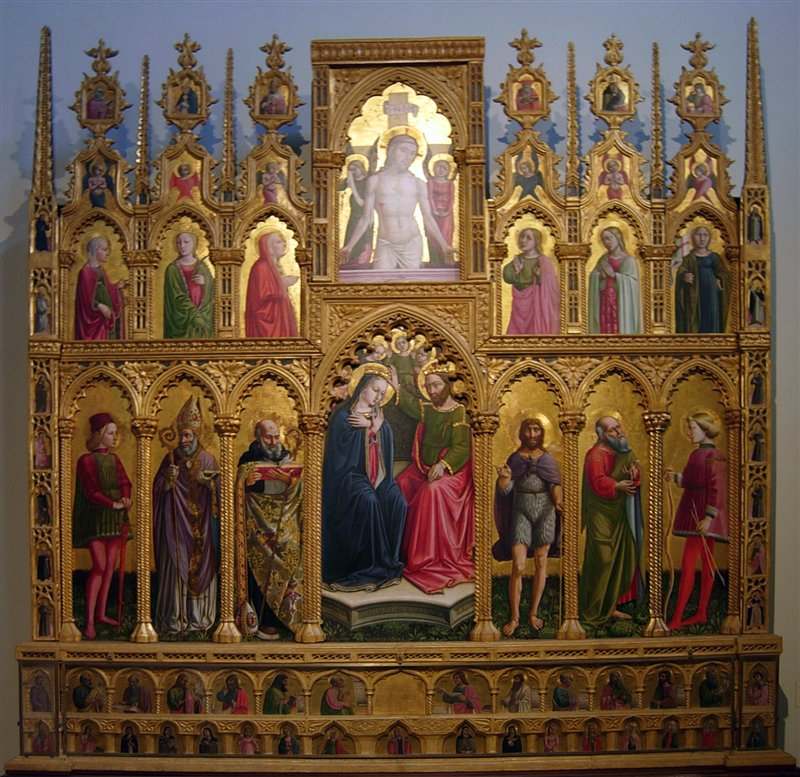
Polyptyque de Montelparo (1466), Rome, Pinacothèque du Vatican.

Nicolò di Liberatore de Giacomo di Mariano est né à Foligno vers 1430 dans une riche famille d' apothicaires qu'il quitte jeune pour se consacrer à sa vocation de peintre. Le pseudonyme « Alunno » lui est attribué par Vasari qui interprète mal une inscription placée par l'artiste sur la prédelle du polyptyque de la Nativité (1492), « Alumnus Fulginie » ou « Nicholaus Alumnus Fulginiae », qui se traduisent correctement par « Nicolò citoyen de Foligno », et que Vasari interprète comme un surnom, précisément, l'alumno de Foligno. Le polyptyque a été réalisé par l'artiste pour l'église San Nicolò à Foligno où il est visible, tandis que sa prédelle, avec l'inscription, est conservée au musée du Louvre à Paris.

Niccolò Alunno est l'élève de Bartolomeo di Tommaso da Foligno dont le principal assistant a été Benozzo Gozzoli, élève de Fra Angelico. 
En 1460, il épousa Caterina, la fille unique de Pietro di Giovanni dit Mazzaforte, le peintre le plus documenté de Foligno entre 1440 et 1450, fils de Giovanni di Corraduccio avec qui il a noué un partenariat. Avec son beau-père « Mazzaforte », il réalise la Madonna dei Consoli pour l'église franciscaine de Deruta, près de Pérouse en 1458, sa première œuvre connue, où les caractéristiques particulières de son style initial inspirées de Fra Angelico sont visibles. 
Plus tard, l'influence expressionniste prévaut dans sa production, dérivée de l'influence de Bartolomeo di Tommaso, un autre grand maître de Foligno de la première moitié du XVe siècle. Dans certaines de ses œuvres, il est également possible de reconnaître le style iconographique typique de Benozzo Gozzoli avec lequel il est probable qu'il a également été en contact car, entre 1450 et 1452, celui-ci est à Montefalco, à proximité, pour créer le cycle de fresques de l'abside de l'église Saint-François.  
Dans son atelier de Foligno situé près de la cathédrale San Feliciano, des retables, des polyptyques avec des portes, des banderoles de procession, des peintures de dévotion et également des œuvres à sujet profane, sont réalisés et vendus surtout dans l'Ombrie orientale et dans une grande partie de la région des Marches. 
Il meurt riche en 1502 à Foligno. Il dit avoir été le maître du Pérugin, de Pinturicchio et d'Andrea Aloigi d'Assise, dit l'Ingegno. Il laisse son atelier entre les mains de son fils Lattanzio et de son élève Ugolino di Gisberto.
Sa maison de Foligno incorporée dans le monastère de Sant'Anna des religieuses de Beata Angelina di Marsciano, via Nicolò Alunno, a ses murs décorés avec diverses images et portraits dont un autoportrait de lui à côté de sa femme Caterina.

## Style

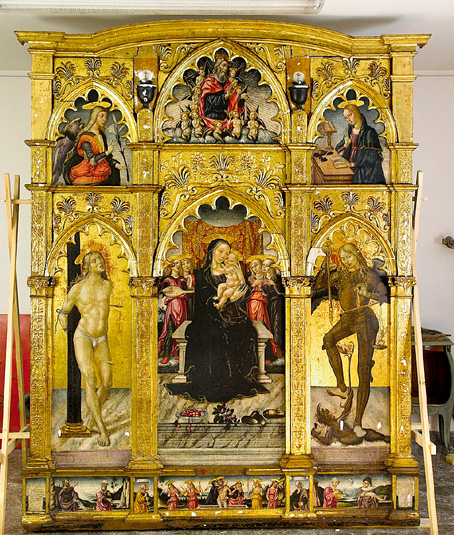
Polyptyque Sant'Angelo, Bastia Umbra.

Les peintres de Foligno de la première moitié du XVe siècle, un groupe conventionnellement appelé « École de Foligno », caractérisé par un goût prononcé pour l'expressivité sont essentiels à sa formation et déterminant de son style vigoureux et de ses développements ultérieurs. En outre, certains chefs-d'œuvre et artistes de la Renaissance florentine présents en Ombrie sont d'une grande importance pour sa formation, comme le Polittico di San Domenico de Fra Angelico à Pérouse et les fresques de Benozzo Gozzoli avec les Histoires de saint François à Montefalco.
Par la suite, ses voyages dans les Marches ont enrichi sa langue de nouvelles contributions culturelles et artistiques, notamment dues aux peintres vénitiens. L'influence de Bartolomeo Vivarini est évidente dans le polyptyque de Cagli et dans celui de Montelparo. Il est alors touché par Carlo Crivelli avec qui il entre en contact vers 1472 et dont les lignes de contour aux effets élégants et décoratifs l'intéressent.
Dans la dernière phase de sa production, il est influencé par le travail de Pérugin et Pinturicchio, et en particulier par celui de Luca Signorelli, dont le style est en accord avec son goût dramatique.

## Œuvres

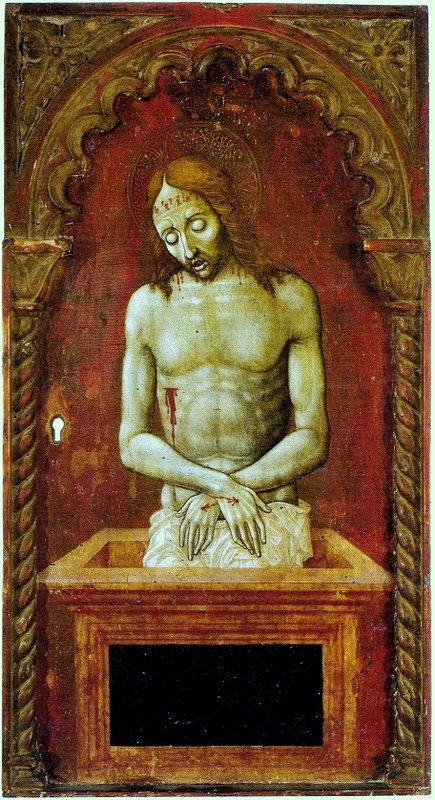
Christ de douleur, Musée d'Art de São Paulo.

- Certaines de ses œuvres sont encore visibles à Foligno dans l'ancienne église San Domenico (actuel Auditorium Municipal) riche en fresques votives des XIVe et XVe siècles ; dans l'église paroissiale San Matteo, à Cannara, se trouve un retable intéressant représentant la Vierge intronisée avec l'Enfant Jésus entre saint François d'Assise et saint Matthieu l'évangéliste ; également à Cannara, une belle tempera sur bois représentant la Vierge à l'Enfant entre saint Jean Baptiste et saint Sébastien, exécutée en 1482 avec la contribution de son fils Lattanzio, est conservée dans l'église San Giovanni Battista. Parmi ses premiers essais picturaux sur mur, on trouve les chapelles de Pietro di Cola delle Casse et de Santa Marta dans l'église Santa Maria in Campis, adjacente au cimetière municipal de Foligno[1].
- Ses polyptyques les plus importants sont : celui de San Rufino (1462), maintenant au Musée diocésain d'Assise ; celui de Montelparo (1466), actuellement exposé à la Pinacothèque du Vatican ; le polyptyque de San Severino dans les Marches (1468) ; celui de San Francesco in Gualdo Tadino (1470), réalisé avec le célèbre graveur de la région des Marches Giovanni di Stefano da Montelparo ; le polyptyque démembré de Sarnano ; le polyptyque de la Nativité, conservé dans l'église San Nicolò à Foligno (1492) ; celui de Sant'Angelo (1499), aujourd'hui conservé dans la collégiale Santa Croce à Bastia Umbra, probablement la dernière œuvre du peintre.
- Madonna dei Consoli (1457), tempera sur bois, Deruta, galerie d'art municipale.
- Bannière de Sant'Antonio Abate (1457), tempera sur bois, Deruta, galerie d'art municipale.
- Décoration de la chapelle de Santa Marta (1458), fresques, Foligno, église de Santa Maria in Campis.
- Polyptyque de San Rufino (1462), tempera sur bois, Assise, cathédrale d'Assise.
- Bannière de la confrérie de Santa Maria del Vescovado (1462), tempera sur toile, Assise, galerie d'art civique.
- Polyptyque de Cagli (1465), tempera sur bois, Milan, pinacothèque de Brera.
- Bannière de la confrérie des Annunziata (1466), tempera sur toile, Pérouse, Galerie nationale de l'Ombrie.
- Polyptyque de Montelparo (1466), tempera sur bois, Rome, Vatican Pinacoteca.
- Polyptyque de San Severino (1468), tempera sur bois, San Severino Marche, galerie d'art civique P. Tacchi Venturi.
- Bannière de la peste (vers 1470), tempera sur toile, Kevelaer, Priesterhaus
- Polyptyque de San Francesco (1471), tempera sur bois, Gualdo Tadino, galerie d'art municipale.
- Vierge à l'Enfant Jésus entre saint Jean Baptiste et saint Sébastien (1482), tempera sur bois, Cannara, église de San Giovanni Battista.
- Notre-Dame du Bon Secours (1482), Rome, Palais Colonna.
- Polyptyque de Santa Maria Assunta (1483), tempera sur bois, Nocera Umbra, galerie d'art municipale.
- Crucifixion du Christ avec saint François d'Assise, Prière du Christ dans le jardin de Gethsémani, Ascension du Christ au Calvaire, Résurrection du Christ, Lamentation sur le Christ mort, (1487) Triptyque peint sur bois du XVe siècle pour le couvent de Beata Antonia à L'Aquila,  actuellement à la National Gallery de Londres, .
- Polyptyque de San Nicolò (1492), tempera sur bois, Foligno, église San Nicolò.
- Couronnement de la Vierge Marie avec saint Antoine l'Abbé et saint Bernardin de Sienne (1495), tempera sur bois, Foligno, église de San Nicolò.
- Polyptyque de Sant'Angelo (1499), tempera sur bois, Bastia Umbra, collégiale Santa Croce.
- Vierge à l'Enfant en majesté et les saints Jean-Baptiste, Catherine d'Alexandrie, Sebastiano, Antonio Abate, Benedetto, Pietro, Paolo et Agostino, tempera sur bois, 200 x 251 cm, Rome, Villa Albani.
- Ecce Homo ou Christ de douleur, Musée d'Art de São Paulo.
- Bannière de saint Blaise, vers 1465, Petit Palais à Avignon.

### Articles annexes
- Renaissance florentine dans les arts figuratifs
- Renaissance ombrienne
- Renaissance vénitienne